# Mercè Managuerra
Mercè Managuerra (Barcelona, 1950) és una actriu, docent i impulsora teatral catalana. És alma mater del projecte del Teatre Akadèmia i de l'espai Dau al Sec, i va ser professora d'interpretació a l'Institut del Teatre de Barcelona. El 2019 va obtenir el Premi Memorial Margarida Xirgu per la interpretació de Shylock en El mercader de Venècia de Shakespeare a la Sala Versus Glòries. El 2024 es publica el llibre Mercè Managuerra. Un camí llarg. Homenatge als meus mestres , un recorregut en primera persona per les tècniques d'interpretació i els grans mestres del teatre dels segles XX i XXI a càrrec d'Andrea Bel, publicat per Edicions de l'Institut del Teatre.